# Danaë (Klimt)
Danaë är en oljemålning av den österrikiske konstnären Gustav Klimt från 1907. Den är i privat ägo
Klimts konst är en märklig och elegant syntes av symbolism och jugend, ofta med erotiska inslag. Danaë var i den grekiska mytologin en prinsessa som guden Zeus förälskade sig i. I form av ett guldregn sökte han upp och förförde henne. Senare födde hon en pojke, hjälten Perseus. Myten är ett vanligt motiv i konsthistorien och har bland annat skildrats av Tizian, Correggio, Artemisia Gentileschi, Orazio Gentileschi, Rembrandt och Adolf Ulrik Wertmüller.